# یان مری
یان مُری (اسلواکی: Ján Móry; ۱۰ ژوئیهٔ ۱۸۹۲ – ۵ مهٔ ۱۹۷۸) آهنگساز و مربی موسیقی اهل کشور اسلواکی بود.